# Esther Gurtner
Esther Gurtner (* 29. April 1994) ist eine Schweizer Unihockeyspielerin. Sie steht beim Nationalliga-B-Vertreter UH Lejon Zäziwil unter Vertrag.

## Karriere
Gurtner begann ihre Karriere bei den Bern Capitals, bei denen sie 2010 in der Swiss Mobiliar League debütierte.
2013 wechselte Gurtner in den Nachwuchs des UHV Skorpion Emmental. Dort spielte sie zwei Jahre in der U21-Mannschaft, ehe sie 2015 fest in das Kader der ersten Mannschaft aufgenommen wurde.
2017 gab der UH Lejon Zäziwil bekannt, dass Gurtner bei den Zäziwilern unterschrieben habe.